# Южен Стафордшър (община)
Община Южен Стафордшър (на английски: South Staffordshire District) е една от деветте административни единици в област (графство) Стафордшър, регион Уест Мидландс. Населението на общината към 2008 година е 106 400 жители разпределени в множество селища на територия от 407.32 квадратни километра. Административен център на общината е Кодсъл.

## География
Община Южен Стафордшър е разположена в крайната югозападна част на графството, по границата с областите Шропшър, Уест Мидландс и Уорчестършър. Районът има предимно провинциален характер с множество големи села и само един град – Пенкридж.
По-големи селища на територията на общината:
| град        | на английски | население |
| ----------- | ------------ | --------- |
| Кодсъл      | Codsall      | 11 296    |
| Пенкридж    | Penkridge    | 7181      |
| Грейт Уирли | Great Wyrley | 18 775    |

## Демография
Разпределение на населението по религиозна принадлежност към 2001 година:
| религия          | на английски        | брой жители | %      |
| ---------------- | ------------------- | ----------- | ------ |
| Християни        | Christian           | 88 459      | 83,53% |
| Будисти          | Buddhist            | 104         |        |
| Хиндуисти        | Hindu               | 254         | 0,24%  |
| Евреи            | Jewish              | 31          |        |
| Мюсюлмани        | Muslim              | 173         |        |
| Сикхи            | Sikh                | 496         | 0,47%  |
| Други            | Other               | 143         |        |
| Атеисти          | No religion         | 9787        | 9,24%  |
| Запазена в тайна | Religion not stated | 6449        | 6,09%  |
| общо             |                     | 105 896     |        |